# Östra Stenbitsjön
Östra Stenbitsjön är en sjö i Åsele kommun i Lappland och ingår i Ångermanälvens huvudavrinningsområde. Sjön har en area på 0,171 kvadratkilometer och ligger 512,1 meter över havet. Östra Stenbitsjön ligger i naturreservatet Stenbithöjden och i Stenbithöjden Natura 2000-område. Sjön avvattnas av vattendraget Kultran.

## Delavrinningsområde
Östra Stenbitsjön ingår i det delavrinningsområde (710494-155484) som SMHI kallar för Utloppet av Östra Stenbitsjön. Medelhöjden är 528 meter över havet och ytan är 0,86 kvadratkilometer. Räknas de 2 avrinningsområdena uppströms in blir den ackumulerade arean 4,13 kvadratkilometer. Kultran som avvattnar avrinningsområdet har biflödesordning 2, vilket innebär att vattnet flödar genom totalt 2 vattendrag innan det når havet efter 180 kilometer. Avrinningsområdet består mestadels av skog (80 procent). Avrinningsområdet har 0,17 kvadratkilometer vattenytor vilket ger det en sjöprocent på 20,1 procent.